# Noncredenza

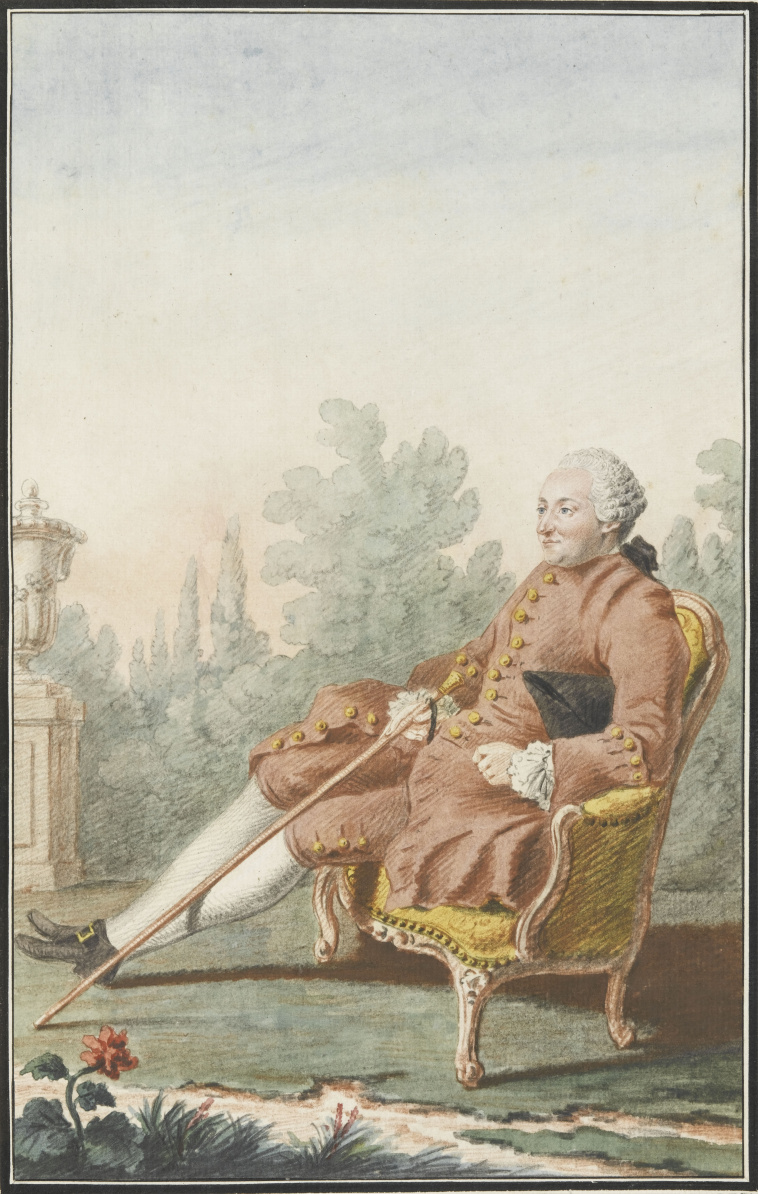
Paul Henri Thiry d'Holbach ritratto da Louis Carmontelle

La noncredenza è la negazione di qualunque credenza religiosa o soprannaturale, ma il termine ha interessato prevalentemente il mondo cristiano (e cattolico in particolare) a cominciare dal linguaggio religioso stesso e dalla sua dialettica discorsiva che tende a non usare più il termine di ateismo per indicare quelli che non credono, ma piuttosto di noncredenza in un'accezione molto generica.

## Caratteristiche
Tale scelta potrebbe giustificarsi per il fatto che, mentre l'ateismo ha avuto perlopiù carattere materialistico, la noncredenza non è preliminarmente materialista e non nega affatto l'esistenza dello spirito e della spiritualità. Non è un caso che molti buddhisti e taoisti si identifichino nella noncredenza. Essa è in realtà una categoria (secondo una recente definizione) che include tutte le forme implicanti il rifiuto della credenza religiosa, quindi: scetticismo estremo, agnosticismo, spiritualismi irreligiosi, ateismo.
Il significato del termine Incredulità, apparentemente simile a quello di noncredenza, in realtà sta a significare "l'esercizio del dubbio" circa le verità di fede. Quindi il noncredente è colui che "decisamente" rifiuta le verità di fede, l'incredulo è colui che nutre dubbi circa tutte od alcune verità di fede. L'incredulità circa la verginità di Maria, circa l'autenticità della Sindone o circa certi miracoli, non implica affatto la noncredenza, che è atteggiamento totalmente differente. Che la noncredenza sia oggi la categoria più utilizzata per indicare ciò che si oppone alla fede religiosa è confermata proprio da chi la combatte, cioè la Chiesa Cattolica.
Sono decenni che l'espressione non-credenza e l'aggettivo sostantivato non-credente vengono largamente utilizzati in testi, proclami e discorsi delle autorità ecclesiastiche. La Conferenza Episcopale Italiana nel 2003 ha indetto un “Questionario sulla non credenza” L'Assemblea Plenaria dell'Accademia Pontificia del marzo 2004 ha avuto come tema La fede cristiana all'alba del nuovo millennio e la sfida della non credenza e dell'indifferenza religiosa, ma nel testo si legge inoltre "L'ateismo e la non credenza, fenomeni tipicamente maschili, urbani e propri di persone con un livello culturale medio-alto in passato, si estende anche alle donne che lavorano fuori di casa: tra loro la non credenza aumenta e raggiunge livelli quasi pari a quelli degli uomini" a dimostrazione che noncredenza e ateismo restano concetti distinti.
Nel 2007 papa Benedetto XVI ha pubblicato per i tipi di Laterza un libro dal titolo “Ratzinger per non credenti”. L'arcivescovo di Chieti-Vasto S.E. Monsignor Bruno Forte in un'intervista ha distinto noncredenza e ateismo dichiarando: "C'è un ateismo facile e volgare, l'ateismo di panphlet di a-teologia... questo mi permetta è solo stupidità. Quando invece un non credente serio e pensoso porta al concetto la sua fatica... allora quella voce va presa dal credente col massimo rispetto". La noncredenza si qualifica principalmente per due aspetti:
- ritenere che solo i fenomeni materiali possano essere conosciuti e che la conoscenza di essenze spirituali sia problematica.
- negare o il dubitare dei fondamenti religiosi, specialmente dei miracoli.

La maggior parte dei noncredenti pensano che le profezie e le rivelazioni circa Dio siano false e frutto di fantasia e che siano i frutti di mitologie più o meno modificate per accrescere il loro credito storico.

## Storia
La noncredenza nel mondo antico era identificata con "empietà". L'empio era colui che non riservava alle divinità la dovuta devozione e il dovuto rispetto, il che soltanto radicale poteva identificarsi con l'ateismo, quantomeno non risultano chiare distinzioni tra ateismo ed empietà. Col passaggio dal politeismo classico al monoteismo cristiano la terminologia non è sostanzialmente mutata, per quanto differenti in forme e attributi potessero essere quella dei politeismi e quelle del monoteismo cristiano. Era poi solo la maggiore o minore tolleranza a far sì che il noncredente fosse semplicemente esecrato o incarcerato o venisse messo a morte secondo una procedura giudiziale o secondo criteri di giustizia religiosa sommaria, come è stato il caso di Ipazia, messa a morte per ordine di San Cirillo.
Per una storia della "noncredenza" meglio documentata occorre partire dal XVIII secolo, passando attraverso gli scritti libertini e poi esaminando il pensiero illuministico. Ma occorre anche un'analisi della noncredenza che parta dai problemi di interpretazione del movimento libertino prima e dopo l'Età dei Lumi. Si deve però anche mettere in evidenza la relativa penuria di ricerche e saggi sull'argomento dei passaggi che portano alla filosofia illuministica, trattando delle continuità e delle rotture nella cultura libertina stessa (o pretesa tale) insieme con gli sviluppi dell'Illuminismo più radicale, e da questo come si arriva al libero pensiero del XIX e del XX secolo.
Si può quindi seguire la genesi di una cultura anti-religiosa che ha preso ormai le distanze dalla religione all'inizio del ‘700, assumendo come punto di riferimento il contenuto del saggio "Dottrina dei begli spiriti del nostro tempo", di quasi settant'anni prima, del padre François Garasse (1585-1631) costruito in forma aforistica. Garasse chiama "biblioteca dei libertini" tutti gli scritti concernenti la noncredenza, che costituivano una letteratura sotterranea del suo tempo. La radicalizzazione della critica al Cristianesimo ha avuto anche la sua origine in una teologia cristiana diventata troppo apologetica per il timore di un ateismo molto al di là da venire.
La credenza, ben testimoniata nel XVII secolo da Fenelon e Blaise Pascal, dimostra che la religione era ancora però piuttosto forte e che la noncredenza ha fatto breccia inizialmente solo in una piccola minoranza intellettuale e che ciò sarà anche in seguito. Quelli che venivano chiamati "libertini eruditi" erano solo una piccola minoranza di umanisti nella prima metà del XVII secolo che condividevano opinioni su una maggiore libertà religiosa, conducendo a livelli differenti di critica ai dogmi e alle credenze proprie del cristianesimo. Dunque non si deve commettere l'errore di sopravvalutare la presenza di noncredenti a quell'epoca, ma successivamente si avvierà poi un nuovo corso del libero pensiero articolato su tre linee:
- un atteggiamento intellettuale dei noncredenti, contrassegnato da un senso di superiorità rispetto ai credenti;
- una morale indipendente dalla religione e basata su una sapienza umana e profana che fa riferimento alla natura; si basarono sulla natura e rifiutarono la morale religiosa;
- una nascente critica anti-teologica seguita da una critica dei fondamenti del potere ecclesiastico.

L'opposizione al Cristianesimo diventa più forte nel corso del XVII e del XVIII secolo, con inizio in Gran Bretagna e Paesi Bassi, poi in Francia e Prussia, attraverso un malessere religioso sempre più presente. Il primo noncredente noto è un prete francese di nome Jean Meslier, che negava l'esistenza di Dio. Più tardi la noncredenza caratterizzerà il pensiero di Julien Offroy de La Mettrie, seguito da Paul Henri Thiry d'Holbach e infine da Denis Diderot, il quale, per mezzo dell'Enciclopedia farà i passi più significativi per l'affermazione della noncredenza in tutta l'Europa.

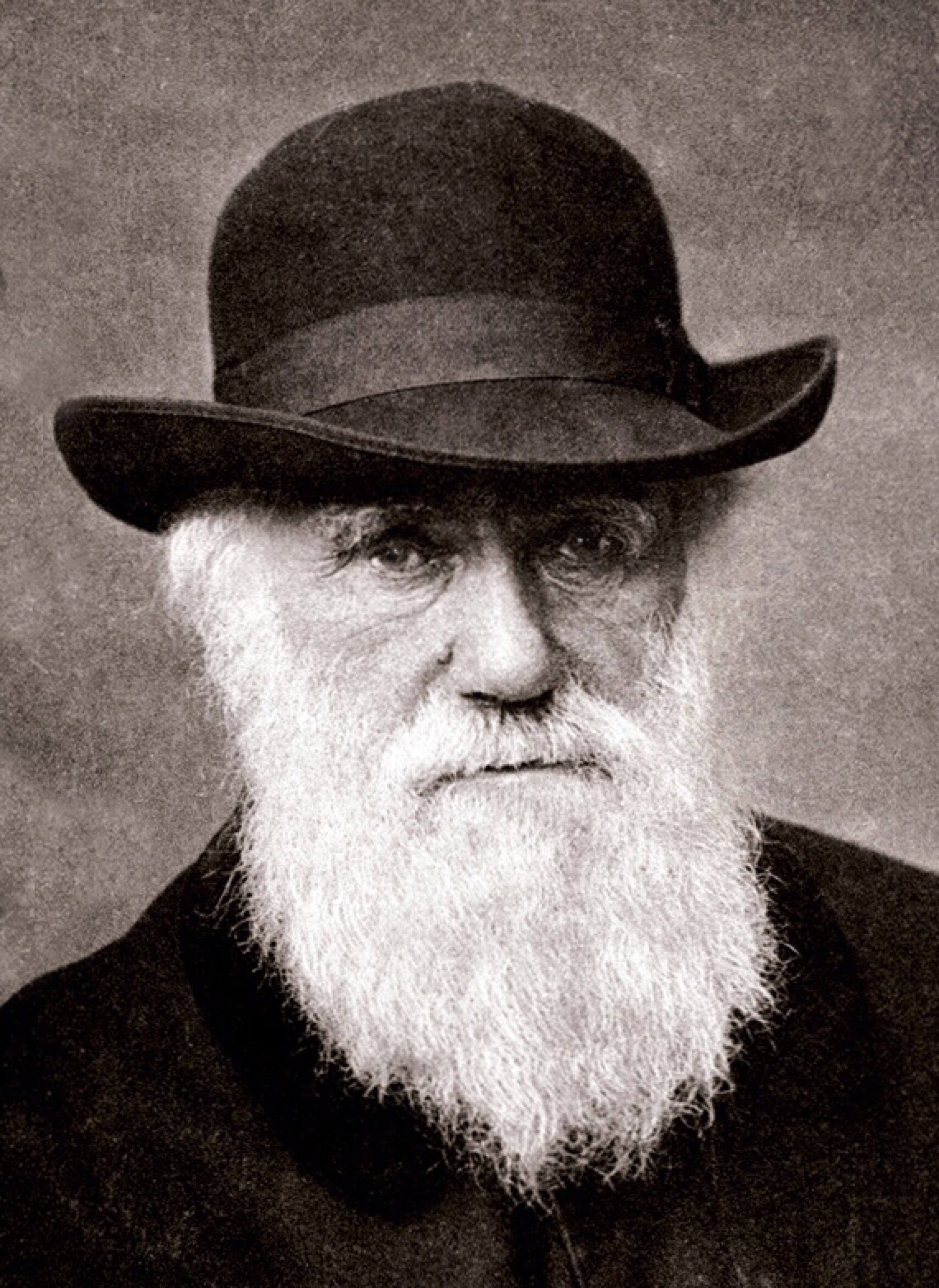
Charles Darwin

Nel 1789 la Rivoluzione francese contribuisce a far emergere la noncredenza dal contesto intellettuale originario, per farne partecipe la sfera del pubblico. In effetti, molte misure secolaristiche a quel tempo inserite nella legislazione francese e l'opera di alcuni rivoluzionari estremisti tenteranno persino di decristianizzare la Francia, promuovendo un culto laico della Ragione o di una Dea Ragione accanto al culto per un Essere Supremo non cristiano (vedi Deismo).
Durante l'epoca napoleonica la secolarizzazione della società francese si arresta ed è anzi contrastata dall'accondiscendenza di Napoleone Bonaparte verso le istituzioni ecclesiastiche, appoggiando anche la restaurazione di un integralismo religioso da parte di personaggi come Chateaubriand, il quale trova nell'imperatore un sostenitore del suo libro Il genio del Cristianesimo, ne quale c'è una forte esaltazione della religione cristiana.
Nella seconda metà del XIX secolo la noncredenza diventa più solida attraverso l'affermarsi della cultura scientifica, specialmente quella relativa alla biologia con particolare attenzione alla teoria evoluzionistica di Charles Darwin che agli occhi di molti pare tagliar fuori l'azione divina nella determinazione del corso evolutivo della vita sul pianeta. Su questa strada emerge la figura di Thomas Huxley, ma anche di filosofi come Arthur Schopenhauer e Friedrich Nietzsche o di medici-psicologi come Sigmund Freud.
Gli sviluppi della fisica, ma soprattutto della biologia molecolare, hanno dato nella seconda metà del XX secolo nuove motivazioni alla noncredenza, poiché il caso, prima guardato con sospetto dagli scienziati, o ritenuto frutto di lacune di conoscenza, si è imposto come realtà sia fisica (nella meccanica quantistica) e sia biologica (nelle mutazioni genetiche). Se il caso esiste, infatti, Dio non può esistere.

## Argomenti teorici
La noncredenza moderna si caratterizza per l'abbandono delle posizioni contro-religiose che l'hanno caratterizzata almeno sino a tutto il secolo XIX, quando le motivazioni addotte consistevano nell'utilizzo di argomenti storici, logici o dialettici, più che scientifici, per contestare la credenza. A partire dalle scoperte di Darwin sull'evoluzione biologica le motivazioni teoriche della noncredenza passano da un atteggiamento negazionale a uno assertivo. Le acquisizioni scientifiche vengono assunte dalla noncredenza e determinano un'inversione dei ruoli: non è più la noncredenza che deve dimostrare falsi gli assunti della credenza (dati ormai per falsi, illusori o inventati), ma è la credenza che deve portare argomenti contrari alle evidenze scientifiche. Una sfida che la credenza ha raccolto producendo una larga messe di pubblicazioni tendenti a negare l'evoluzionismo o a minimizzarne la portata. Questo movimento è relativamente prudente in Europa mentre negli USA, specialmente da parte di religioni protestanti estremiste, ha assunto i caratteri di una vera e propria guerra ideologica.
Dopo la fine della Prima Guerra Mondiale, a metà degli anni '20, sia le indagini sul mondo subatomico, sia quelle sul mondo vivente hanno aperto nuove prospettive sulla realtà traducibili, sia pure in maniera controversa, in una visione del mondo, a livello microscopico e a livello macroscopico, tendente ad escludere l'azione di un'entità trascendente la realtà materiale sulla realtà cosmica stessa. Ciò avviene sulle due direttiva principali: a) quella della fisica teorica (implicante la struttura della materia elementare e della cosmogonia); b) quella della biologia evoluzionistica (implicante, nei termini posti da Jacques Monod, la casualità delle mutazioni genetiche e la conservazione attraverso invarianza e teleonomia).

## Argomenti etici
Sul terreno dell'eticità la noncredenza riconosce, in generale, un primato alla libertà d'espressione e di comportamento, senza che questo implichi alcuna concessione all'arbitrio personale.